# Fyrtårne i Estland
Dette er en oversigt over fyrtårne i Estland. Estlands ældste fyrtårn er Kõpu fyrtårn fra 1531.

## Liste
Neden for en liste over fyrtårne i Estland.

### A
- Abruka fyrtårn
- Anseküla fyrtårn

### H
- Harilaiu fyrtårn
- Hiiessaare nedre fyrtårn

### J
- Juminda fyrtårn

### K
- Kaavi fyrtårn
- Keri fyrtårn
- Kihnu fyrtårn
- Kõpu fyrtårn
- Kübassaare fyrtårn

### L
- Letipea fyrtårn
- Loode fyrtårn

### M
- Mehikoorma fyrtårn
- Mohni fyrtårn

### N
- Naissaare fyrtårn
- Narva-Jõesuu fyrtårn
- Norrby nedre fyrtårn
- Norrby øvre fyrtårn

### O
- Osmussaare fyrtårn

### P
- Pakri fyrtårn
- Paralepa nedre fyrtårn
- Paralepa øvre fyrtårn

### R
- Ristna fyrtårn
- Ruhnu fyrtårn
- Rukkirahu fyrtårn

### S
- Saksby fyrtårn
- Sorgu fyrtårn
- Suurupi nedre fyrtårn
- Suurupi øvre fyrtårn
- Sõmeri fyrtårn
- Sõru øvre fyrtårn
- Sõrve fyrtårn
- Sääretuka fyrtårn

### T
- Tahkuna fyrtårn
- Tallinna nedre fyrtårn
- Tallinna øvre fyrtårn
- Tallinna lave fyrtårn

### V
- Vaindloo fyrtårn
- Vilsandi fyrtårn
- Virtsu fyrtårn
- Viirelaiu fyrtårn
- Vormsi (Saxby) fyrtårn